# تایجی تونویاما
تایجی تونویاما (انگلیسی: Taiji Tonoyama؛ ۱۷ اکتبر ۱۹۱۵ – ۳۰ آوریل ۱۹۸۹) هنرپیشه اهل کشور ژاپن بود. 

## قسمتی از فیلمشناسی
- بهمن (۱۹۵۲)
- گرگ (۱۹۵۵)
- مادر (۱۹۶۳)
- در قلمرو احساسات (۱۹۷۶)
- تصنیف نارایاما (۱۹۸۳)
- باران سیاه (۱۹۸۹)